# Lill-Isklinttjärnen
Lill-Isklinttjärnen är en sjö i Vindelns kommun i Västerbotten och ingår i Sävaråns huvudavrinningsområde. Sjön har en area på 0,0302 kvadratkilometer och ligger 272,5 meter över havet. Lill-Isklinttjärnen ligger i Isklinten Natura 2000-område.

## Delavrinningsområde
Lill-Isklinttjärnen ingår i det delavrinningsområde (713652-170716) som SMHI kallar för Namn saknas. Medelhöjden är 289 meter över havet och ytan är 1,21 kvadratkilometer. Det finns inga avrinningsområden uppströms utan avrinningsområdet är högsta punkten. Vattendraget som avvattnar avrinningsområdet har biflödesordning 3, vilket innebär att vattnet flödar genom totalt 3 vattendrag innan det når havet efter 75 kilometer. Avrinningsområdet består mestadels av skog (97 procent). Avrinningsområdet har 0,03 kvadratkilometer vattenytor vilket ger det en sjöprocent på 2,5 procent.